# 生年別推理作家一覧 1940年代
生年別推理作家一覧 1940年代は、1940年代生まれの推理作家の生年別一覧である。
日本で活動する推理作家および、日本語訳のある日本以外の推理作家名を掲載する。また、推理小説にゆかりの深い翻訳家、評論家、編集者名も併せて掲載する。

## 1940年生
日本
- 石井竜生
- 内田幹樹
- 日下圭介

アメリカ
- スー・グラフトン
- トマス・ハリス

キューバ
- ホセ・ラトゥール

## 1941年生
日本
- 阿井渉介
- 井谷昌喜
- 田中光二
- 田中文雄
- 長坂秀佳
- 中津文彦

アメリカ
- スティーヴン・ドビンズ

韓国
- 金聖鍾

## 1942年生
アメリカ
- アンドリュー・ヴァクス
- ジョン・ダニング
- ジョン・ラング

フランス
- ジャン＝パトリック・マンシェット

## 1943年生
日本
- 逢坂剛
- 徳山諄一（岡嶋二人）
- 檜山良昭
- 深谷忠記

アメリカ
- ジョアン・フルーク
- ビル・プロンジーニ
- ジル・チャーチル

イギリス
- ピーター・トレメイン

イタリア
- パオロ・マウレンシグ

オーストラリア
- フィリップ・マクラーレン

オランダ
- ティム・クラベー

## 1944年生
日本
- 岩崎正吾
- 小嵐九八郎
- 霜月信二郎
- 船戸与一

ドイツ
- ベルンハルト・シュリンク

フランス
- ダニエル・ペナック

## 1945年生
日本
- 白川道
- 高林さわ
- 谷恒生

アメリカ
- ディーン・R・クーンツ

イタリア
- マリオ・スペッツィ

## 1946年生
日本
- 鳥羽亮
- 原尞
- 広川純

アメリカ
- F・ポール・ウィルソン

## 1947年生
日本
- 打海文三
- 北方謙三
- 小杉健治
- 高橋克彦
- 戸川安宣（編集者）
- 帚木蓬生
- 深木章子

アメリカ
- スティーヴン・キング
- サラ・パレツキー
- キャサリン・ホール・ペイジ

オーストリア
- クルト・ブラハルツ

ドイツ
- ペトラ・エルカー
- クリストフ・シュピールベルク

フランス
- A.D.G.

## 1948年生
日本
- 青山文平
- 赤川次郎
- 伊井圭
- 笠井潔
- 川田弥一郎
- 笹倉明
- 島田荘司
- 多島斗志之
- 服部まゆみ
- 原進一
- 平石貴樹
- 藤原伊織
- 連城三紀彦

アメリカ
- ジェイムズ・エルロイ
- ナンシー・スプリンガー

スイス
- マルティン・ズーター

スウェーデン
- ヘニング・マンケル

台湾
- 余心楽

フィンランド
- ペンッティ・キルスティラ

フランス
- ダニエル・ピクリ

## 1949年生
日本
- 芦原すなお
- 雨宮早希
- 北村薫
- 黒川博行
- 佐々木丸美
- 佐竹一彦
- 高嶋哲夫
- 山口光一（逆山洋）

アメリカ
- ジョナサン・ケラーマン
- スコット・トゥロー

イギリス
- エリザベス・ジョージ

オーストリア
- ヘルムート・ツェンカー

メキシコ
- パコ・イグナシオ・タイボ二世

他の年代へ
（19世紀 - 1901 - 1910年代 - 1920年代 - 1930年代 - 1940年代 - 1950年代 - 1960年代 - 1970年代 - 1980年代 - 1990年代）